# Maisie Cousins
Pour les articles homonymes, voir Cousins (homonymie).
Maisie Cousins (12 mai 1992- ) est une photographe britannique. Elle a exposé à la Tate Britain, à la Tate Modern et au Festival Vogue Photo à Milan.

## Biographie
Maisie Cousins naît le 13 mai 1992. Elle grandit à Yeovil, puis, après le remariage de sa mère, à Notting Hill, un quartier de Londres. À 15 ans, elle publie ses premiers clichés sur Tumblr.
Elle étudie à l'université de Brighton, d'où elle sort diplômée en photographie d'art en 2014, et au Camberwell College of Arts. À l'université, elle commence à prendre des photos en gros plans de différentes parties du corps et partage ses photos sur Instagram depuis 2013.
En 2018, elle est artiste en résidence à l'université Columbia.
Cousins est reconnue pour sa série d'images en gros plan d'insectes, d'ordures et d'aliments pourris. Elle propose une relation entre le beau et le grotesque dans des photographies et vidéos collantes, moites et hyper saturées. Elle explore les thèmes de la féminité, de la nature, du pouvoir, de la technologie, du corps et de l'indulgence.
Son travail est présenté dans des publications de références telles que Dazed et i-D.

## Production, exposition

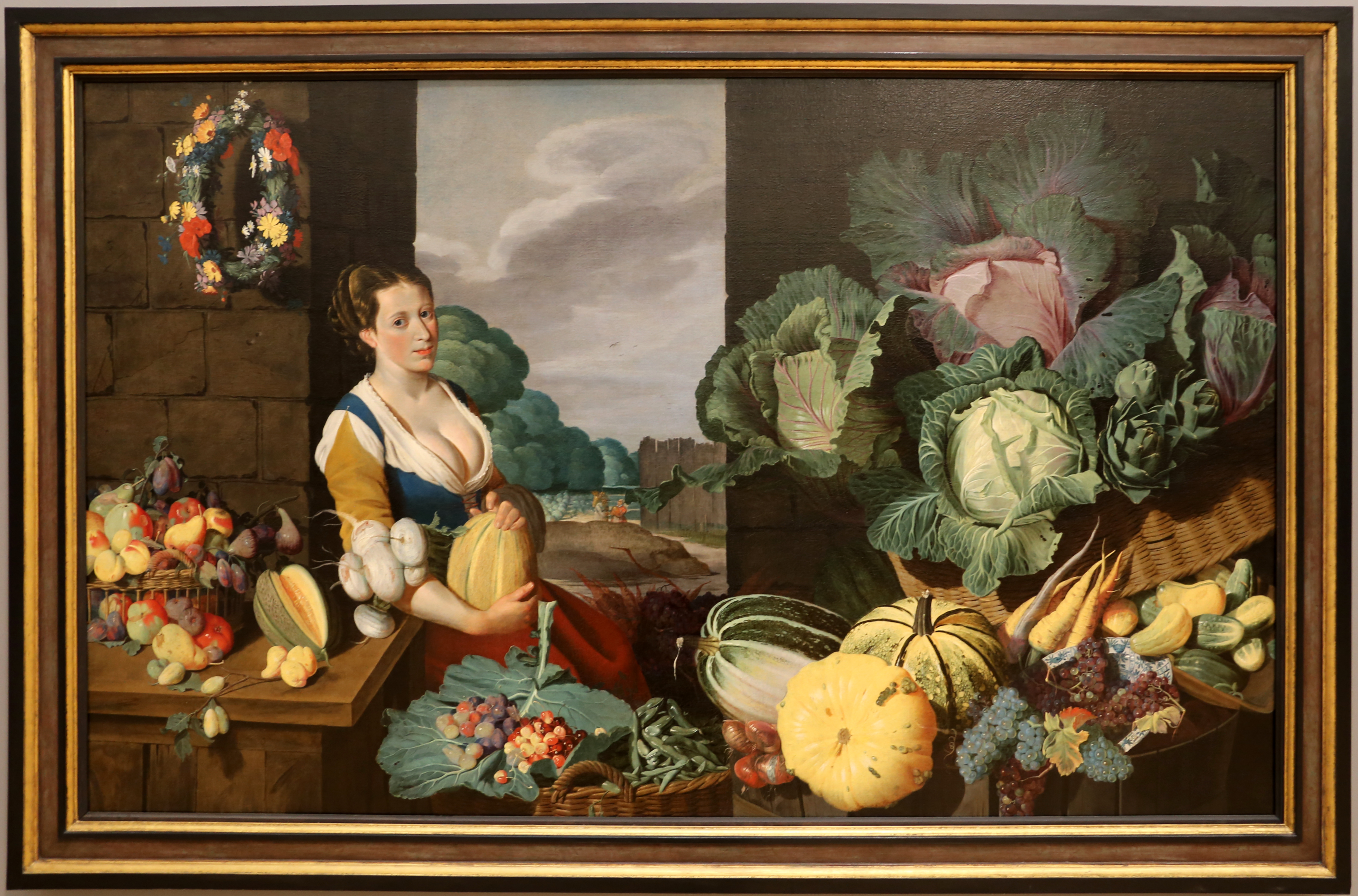
Nathaniel Bacon. Cuisinière avec nature morte de légumes et de fruits. Tate Gallery. Londres

- 2015 : Cookmaid (Installation à la Tate Britain). Exploration du corps en réponse à la peinture Cuisinière avec nature morte de légumes et de fruits de Nathaniel Bacon[6].
- 2016 : Participation au Photo Vogue Festival à Milan[7].
- 2017 : Grass peonie and bum. Première exposition solo d'une série de photos multi-sensorielles, Galerie TJ Boulting, Londres[8],[9].
- 2107 : Photoshooting de Björk pour le magazine allemand Inter/VIEW[10].
- 2018 : Squeezing One Out (livre de collages). Trolley Books.
- 2018 : Dipping Sauce (exposition photo). Elephant West Gallery[11].
- 2019 : Rubbish Dipping Sauce Grass Peonie Bum (livre de photos). Trolley Books[12].